# بنجامين سميث (سياسي)
بنجامين سميث هو سياسي كندي، ولد في 23 أغسطس 1786، وتوفي في 25 مارس 1873. انتخب عضو مجلس نواب نوفا سكوتيا.